# Les Diablesses (film, 1973)
Pour les articles homonymes, voir Les Diablesses.
Pour plus de détails, voir Fiche technique et Distribution.
Les Diablesses (titre original : La morte negli occhi del gatto) est un film ouest-germano-franco-italien réalisé par Antonio Margheriti et sorti en 1973.

## Synopsis
En Écosse, un homme est assassiné avec un rasoir. Le tueur traîne ensuite le corps dans un donjon et est suivi par un chat roux. Plus tard, une calèche arrive au château de Dragonstone, un château situé dans les Highlands d'Écosse. La passagère, Corringa, y passait ses étés avec sa mère. Un gorille observe la calèche depuis une fenêtre supérieure du château.
Au château, Corringa retrouve sa mère, Lady Alicia, et sa tante, la propriétaire sans le sou du château, Lady Mary MacGrieff. Franz, un prêtre, Suzanna, un professeur de français, et le fils fou et héritier de Lady Mary, Lord James MacGrieff. Après le dîner, le tueur étouffe Lady Alicia avec un oreiller alors qu'elle dort sous les yeux du chat roux. Pendant ce temps, Corringa est troublée par la présence de James devant sa fenêtre. Elle entend ensuite le chat miauler, ce qui l'amène à trouver un passage secret caché derrière un portrait dans sa chambre. Ce passage la conduit au donjon, où elle trouve le corps de l'homme. Effrayée, Corringa s'évanouit et est retrouvée par les serviteurs. Ils tentent d'informer sa mère de l'incident, mais la trouvent morte. Lors des funérailles, le chat saute sur le cercueil, ce qui est censé indiquer que le défunt est un vampire, selon la légende des MacGrieff. Selon cette légende, tout MacGrieff tué par un autre MacGrieff reviendra à la vie sous la forme d'un vampire.
Après l'enterrement, Corringa se rend dans la chambre de son cousin James pour y chercher des réponses. Elle y découvre avec effroi le gorille James dans une cage parmi d'autres animaux morts. Elle part après lui avoir parlé du corps dans la cave et lui avoir dit d'aller voir la police. M. Angus est ensuite assassiné devant la tombe de Lady Alicia par un personnage ganté qui lui tranche la gorge avec un rasoir sous les yeux du chat. Cette même nuit, Corringa rêve que sa mère est un vampire et le chat trouble son sommeil. Le lendemain matin, le docteur Franz retrouve M. Angus.
La nuit suivante, la main gantée ouvre la cage du gorille. Parallèlement, Corringa se rend sur la tombe de sa mère pour y chercher la confirmation que celle-ci est toujours là. Elle découvre que le cercueil est brisé et que la tombe de sa mère est ouverte. Elle s'enfuit, effrayée, et James la rattrape et la ramène à la maison. Cette nuit-là, Jacques et Corringa dorment ensemble. Ils sont interrompus par Lady Mary qui cherche le docteur Franz. Ne le trouvant pas, elle se rend dans sa chambre et le voit embrasser Suzanna. Convaincu qu'il sera mis à la porte, le Dr Franz se rend dans la chambre de James pour lui dire la vérité sur la mort de sa petite sœur. Une fois à l'intérieur, il se fait trancher la gorge avec un rasoir par une main gantée sous le regard du chat.
Au matin, un détective vient chercher les certificats de décès des deux morts connues, et Corringa lui révèle que le corps de sa mère n'est pas dans le cercueil. Lorsqu'ils se rendent sur la tombe, le corps de sa mère a disparu, mais celui du docteur Franz est là. Corringa trouve le bouton de manchette de James sur le sol, à côté du corps. Lorsqu'elle confronte James à ce sujet, il dit qu'il a déplacé le corps mais qu'il ne l'a pas tué. James, le gorille, a également été tué. Le détective pense que James est responsable de ces morts, ce qui le pousse à se cacher dans les passages du château. Là, il entend des gémissements qui le conduisent au prêtre mourant qui a du sang sur le front.
La victime suivante est Suzanna, tuée de la même manière que les hommes. Corringa trouve Lady Mary penchée sur le corps de Suzanna et pense qu'elle est l'assassin. Après avoir emprunté le passage secret de sa chambre à la cave, elle trouve le corps de sa mère. Le prêtre descend alors les escaliers et se révèle être un MacGrieff, se faisant passer pour un prêtre afin de tuer les derniers MacGrieff et d'hériter du domaine. James, le détective et la police arrivent juste à temps pour l'abattre avant qu'il ne tue Corringa.

## Fiche technique
- Titre français : Les Diablesses
- Titre original italien : La morte negli occhi del gatto
- Titre allemand : Sieben Tote in den Augen der Katze
- Réalisation : Antonio Margheriti
- Scénario : Antonio Margheriti et Giovanni Simonelli d’après un roman de Peter Bryan
- Musique : Riz Ortolani
- Direction de la photographie : Carlo Carlini
- Décors : Ottavio Scotti, Roberto Granieri
- Costumes : Mario Giorsi
- Montage : Giorgio Serrallonga
- Pays d'origine :  Allemagne de l'Ouest,  France,  Italie
- Langue de tournage : anglais
- Producteur : Luigi Nannerini
- Sociétés de production : Capitole Films (France), Falcon International Film (Italie), Roxy Film GmbH & Co (Allemagne)
- Société de distribution : Planfilm
- Format : couleur par Technicolor — 2.35:1 Techniscope — son monophonique — 35 mm
- Genre : horreur
- Durée : 93 min
- Dates de sortie : 
  - Italie : 12 avril 1973
  - Allemagne de l'Ouest : 7 décembre 1973
  - France : 23 janvier 1974
- Classification : 
  - France : interdit aux -12 ans, visa CNC no 41312 délivré le 31 juillet 1973

## Distribution
- Jane Birkin : Corringa
- Hiram Keller : Lord James MacGrieff
- Françoise Christophe : Lady Mary MacGrieff
- Venantino Venantini : le Père Robertson
- Serge Gainsbourg : l’inspecteur de police
- Anton Diffring : le docteur Franz
- Doris Kunstmann : Suzanne
- Konrad Georg : Campbell
- Dana Ghia : Lady Alicia

## Production
Le film a été tourné en grande partie au Castello Massimo à Arsoli, dans la province de Rome.
Le générique du film indique que l'histoire est basée sur une nouvelle de Peter Bryan. On ne sait pas s'il s'agit du pseudonyme d'un auteur de magazines italiens de giallo ou du romancier britannique Peter Bryan qui a écrit des scénarios pour la Hammer tels que Le Chien des Baskerville et Les Maîtresses de Dracula. L'historien du cinéma Roberto Curti a consulté le scénario original, et n'a trouvé aucune preuve de l'existence d'un livre dont il serait l'adaptation. Curti note que le scénario original ne mentionne pas l'histoire de Bryan et ne mentionne que les noms de Margheriti et Simonelli.
Le tournage des Diablesses s'est déroulé entre février et mars 1972, avec la participation de Jane Birkin, à l'époque surtout connue pour la chanson populaire Je t'aime… moi non plus qu'elle avait enregistrée avec son amant Serge Gainsbourg. La musique du film, composée par Riz Ortolani, reprend des éléments des précédents films de Margheriti, tels que La Vierge de Nuremberg ou Danse macabre.